# Анархистичка федерација (Француска)
Федерација анархиста (fr. Fédération Anarchiste) је анархистичка федерација у Француској, Белгији и Швајцарској. Чланица је Интернационале анархистичких федерација од њеног оснивања 1968. године.

## Историја
Анархистичка федерација (ФА) је основана у Паризу 2. децембра 1945. године и наредне године је за свог првог секретара изабрала Жоржа Фонтениса. Чинили су је већина активиста из бивше инкарнације ФА (која је подржавала Волинову синтезу) и неки чланови бивше анархистичке Уније, која је подржала Националну конференцију рада (шп. Confederación Nacional del Trabajo) у давању подршке републиканској влади током Шпанског грађанског рата . Основана је и омладинска организација ФА (фр. Jeunesses libertaires).
Године 1950. формирана је тајна група унутар ФА под називом Организација мисаона битка (ОПБ, скраћено од фр. Organisation Pensée Bataille), коју је предводио Жорж Фонтенис. ОПБ се залагао да ФА промени име у Либертаријанска комунистичка федерација (ФЦЛ, скраћено од фр. Fédération communiste libertaire) након Конгреса у Паризу 1953. године, док је чланак у часопису Le Libertaire указао на крај сарадње са француском надреалистичком групом коју је предводио Андре Бретон. ФЦЛ се прегруписала и имала је између 130 и 160 активиста. Нови процес доношења одлука заснован је на једногласности: свака особа има право вета на оријентације федерације. ФЦЛ је исте године објавио Манифест либертаријанског комунизма (фр. Manifeste du communisme libertaire). ФЦЛ је објавио свој ,,раднички" програм 1954. године, који је у великој мери био  инспирисан тврдњама ЦГТ-а. Основана је Либертаријанска комунистичка интернационала (ИЦЛ, скраћено од фр. Internationale communiste libertaire), која групише италијански ГААП, шпански Рута и Северноафрички либертаријански покрет (МЛНА, скраћено од фр. Mouvement libertaire nord-africain), са циљем да замени Анархистичку интернационалу, која се сматрала превише реформистичком. Први број месечника ФА под називом Monde libertaire изашао је у октобру 1954. године, док је месечник објављиван све до 1977. године.
Неколико група је напустило ФЦЛ у децембру 1955. године због неслагања са одлуком да се на парламентарним изборима представе ,,револуционарни кандидати". Пети интерконтинентални пленум ЦНТ-а одржан је у периоду од 15. до 20. августа 1954. године. Појавила се група под називом L´Entente anarchiste, коју су чинили милитанти којима се није допала нова идеолошка оријентација коју је ОПБ давао ФЦЛ-у, а за коју су сматрали да је ауторитарна и готово марксистичка. ФЦЛ је престао са радом 1956. непосредно након учествовања на државним парламентарним изборима са 10 кандидата. Овај потез је међусобно отуђио неке чланове ФЦЛ-а и тако довео до краја организације.
Група милитаната која се није сложила да се ФА претвори у ФЦЛ реорганизовала је нову Анархистичку федерацију која је основана у децембру 1953. Ово је укључивало оне који су формирали L´Entente anarchiste који су се прво придружили новом ФА, а затим и распустили L´Entente. Нове основне принципе ФА написали су Шарл-Огист Бонтемп и Морис Жоје који су успоставили организацију на плуралитету тенденција и аутономији удружених група организованих око синтезистичких принципа . Према историчару Седрику Герину, „од тог тренутка па надаље безусловно одбацивање марксизма је постало  елемент идентитета нове Анархистичке федерације“ и то је великим делом било мотивисано претходним сукобом са Жоржом Фонтенисом и његовим ОПБ-ом. Такође је одлучено да се у оквиру организације оснује Комитет за односе, који су чинили Генерални секретар, Секретар за унутрашње односе, Секретар за спољне односе, Комитет редакције Le Monde Libertaire и Одбор за администрацију. У оквиру ФА, а на предлог чланова анархо-синдикалиста 1955. године је основана Комисија за синдикалистичке односе.
Интернационалу анархистичких федерација су током међународне анархистичке конференције у Карари 1968. године основале три постојеће европске федерације: Француска анархистичка федерација, Италијанска анархистичка федерација и Иберијска анархистичка федерација, као и Бугарска федерације у француском егзилу.
Током 1970-их година ФА је еволуирала и спојила принципе синтезистичког анархизма и платформизма. Данас се ФА састоји од око сто група широм земље. Издаје недељник Le Monde libertaire и води радио станицу Radio libertaire.